# Neocogniauxia hexaptera
Neocogniauxia hexaptera là một loài thực vật có hoa trong họ Lan. Loài này được (Cogn.) Schltr. mô tả khoa học đầu tiên năm 1913.